# リュシエンヌ・ボワイエ
リュシエンヌ・ボワイエ（Lucienne Boyer, 1901年8月18日 - 1983年12月6日）は、フランスのシャンソン歌手。代表曲として「聞かせてよ愛の言葉を（Parlez-moi d'amour）」「私の心はバイオリン（Mon cœur est un violon）」など。

## 概要
フランス・パリ6区のモンパルナス地区界隈生まれ。第一次世界大戦で父親を失い、家族を支えるため軍事工場で働き16歳頃からキャバレーや小劇場の舞台にあがり歌手としての一歩を踏み出した（もともとは女優志望）。その後の1927年、米国人プロデューサーで劇場オーナーのリー・シューバート (Lee Shubert) に認められ渡米しブロードウェイでの出演を経て、1928年フランスで最初のシングルをリリース。南米ツアーを行った後、フランスに帰国する。
1930年、ジャン・ルノワール (作曲家) (Jean Lenoir) 作詞・作曲による「聞かせてよ愛の言葉を」をリリース。

同曲はフランスの第1回ディスク大賞 (Grand Prix Du Disque) を受賞し、発表から現在にいたるまで様々な歌手やアーティストにカバーされている。

日本でもシャンソンの代表的な曲として、多くのシャンソン歌手や宝塚歌劇などで歌われ続けている。
1983年12月6日フランス・パリ10区にて死去。